# Darmpoliep

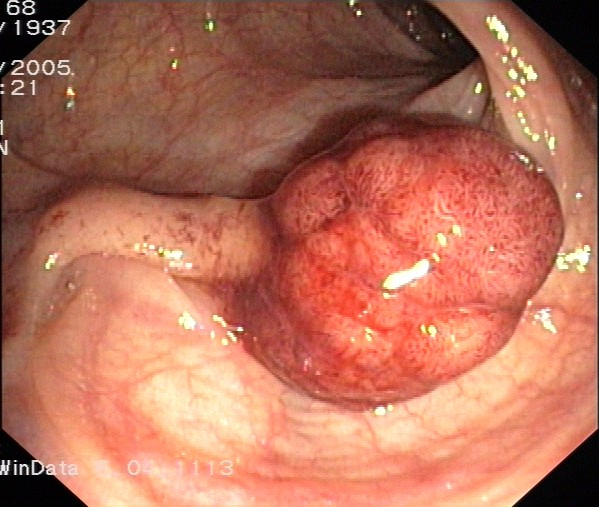
Darmpoliep

Een darmpoliep is een gesteelde, paddenstoelvormige uitpuiling (poliep) van de mucosa van de darmwand.
Darmpoliepen kunnen zowel solitair als in groepen voorkomen.

## Diagnose
Darmpoliepen worden ontdekt tijdens een coloscopie. Door een colonoscoop (een flexibele slang met camera) het lichaam van de patiënt in te brengen, onderzoekt de arts het slijmvlies van de dikke darm.

## Behandeling
Een darmpoliep is in principe een goedaardig gezwel, maar kan zo groot worden dat de darm er door geblokkeerd raakt. Bovendien ontaarden 5% van de darmpoliepen in darmkanker. Daarom worden ze bij een coloscopie preventief verwijderd.
Via de colonoscoop wordt een lus van metaaldraad ingebracht en als een lasso om de poliep gelegd. Een elektrisch stroompje dat op de metaaldraad wordt gezet, snijdt de poliep af.
De verwijderde poliepen worden opgevangen en na afloop van de behandeling nauwkeurig onderzocht op maligniteit.